# Lady Tetley's Decree
Lady Tetley's Decree er en britisk stumfilm fra 1920 af Fred Paul.

## Medvirkende
- Marjorie Hume - Lady Rachel Tetly
- Hamilton Stewart - Sir Oliver Tetley
- Philip Hewland - Robert Trentham
- Basil Langford - Ronald Tetley
- Sydney Lewis Ransome - Lionel Crier
- Bernard Vaughan - Lord Herondale